# Trevon Bluiett
Trevon Bluiett, né le 4 novembre 1994 à Indianapolis dans l'Indiana, est un joueur américain de basket-ball. Il évolue aux postes d'arrière et d'ailier.

## Biographie

### Carrière universitaire
Entre 2014 et 2018, il joue pour les Musketeers de Xavier.

### Carrière professionnelle
Le 21 juin 2018, automatiquement éligible à la draft 2018 de la NBA, il n'est pas sélectionné.
Le 17 juillet 2018, il signe un contrat "two-way" avec les Pelicans de La Nouvelle-Orléans pour la saison à venir.
Le 21 août 2019, il signe un contrat avec le Jazz de l'Utah. Le 12 octobre 2019, il est libéré par le Jazz.
Le 8 août 2024, il signe avec le Limoges CSP, évoluant dans le championnat de France.
Éligible à une prolongation au CSP Limoges, l’arrière-ailier Trevon Bluiett n’est finalement pas conservé par son club, et rejoint Atomerőmű SE en première division hongroise.

## Statistiques
gras = ses meilleures performances

### Universitaires
| Saison    | Équipe   | Matchs | Titul. | Min./m | % Tir | % 3pts | % LF | Rbds/m. | Pass/m. | Int/m. | Ctr/m. | Pts/m. |
| --------- | -------- | ------ | ------ | ------ | ----- | ------ | ---- | ------- | ------- | ------ | ------ | ------ |
| 2014-2015 | Xavier   | 37     | 32     | 28,3   | 42,2  | 32,6   | 74,6 | 4,22    | 1,92    | 0,62   | 0,05   | 11,03  |
| 2015-2016 | Xavier   | 34     | 34     | 30,6   | 42,4  | 39,8   | 77,0 | 6,15    | 2,18    | 0,91   | 0,32   | 15,06  |
| 2016-2017 | Xavier   | 36     | 36     | 35,1   | 43,9  | 37,3   | 75,4 | 5,67    | 2,06    | 0,89   | 0,11   | 18,47  |
| 2017-2018 | Xavier   | 35     | 34     | 34,3   | 43,7  | 41,7   | 84,8 | 5,51    | 2,49    | 0,74   | 0,26   | 19,31  |
| Carrière  | Carrière | 142    | 136    | 32,1   | 43,2  | 38,4   | 78,4 | 5,37    | 2,15    | 0,79   | 0,18   | 15,92  |